# Erodium cicutarium

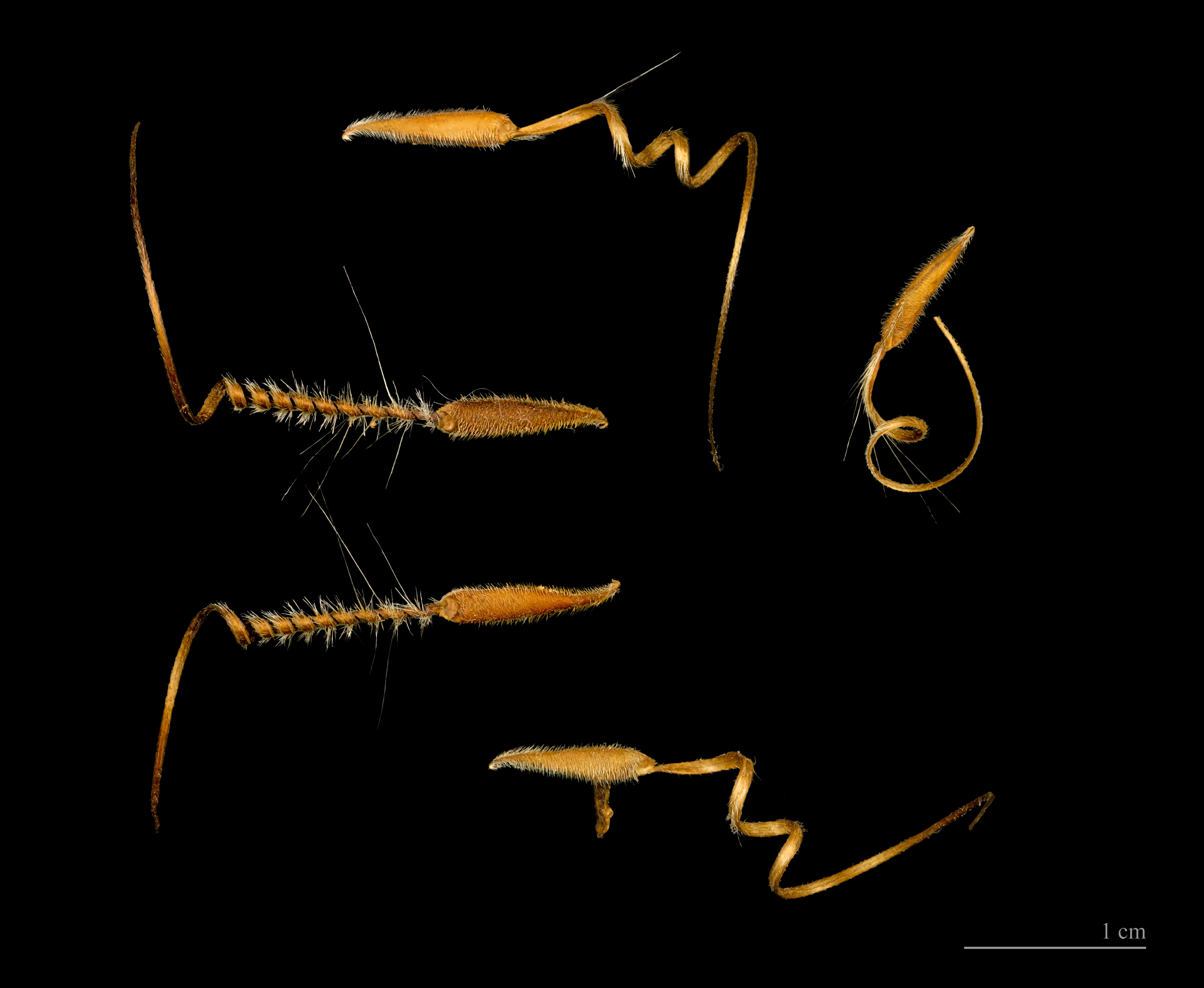
Erodium cicutarium

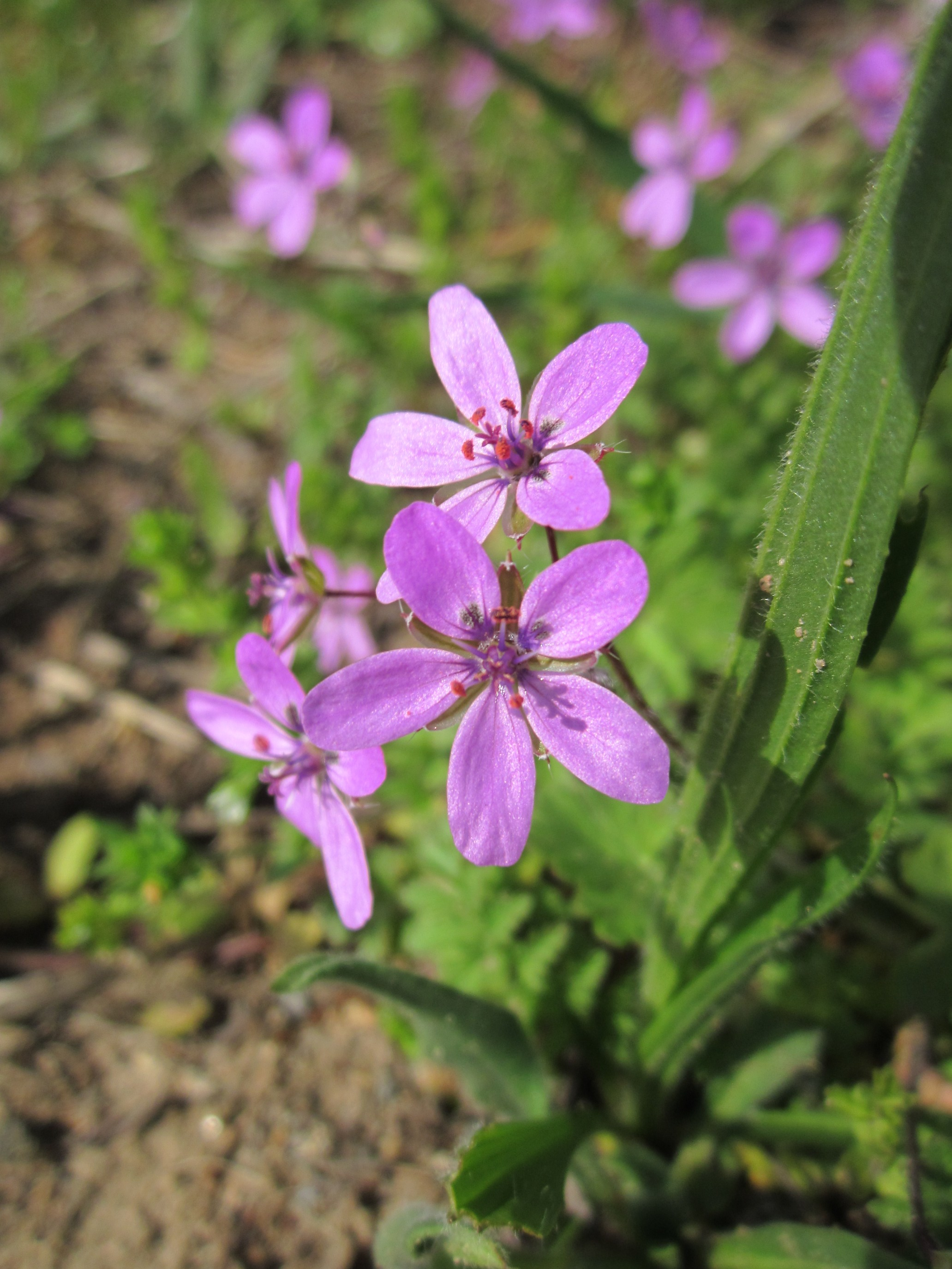
Detalle de las flores

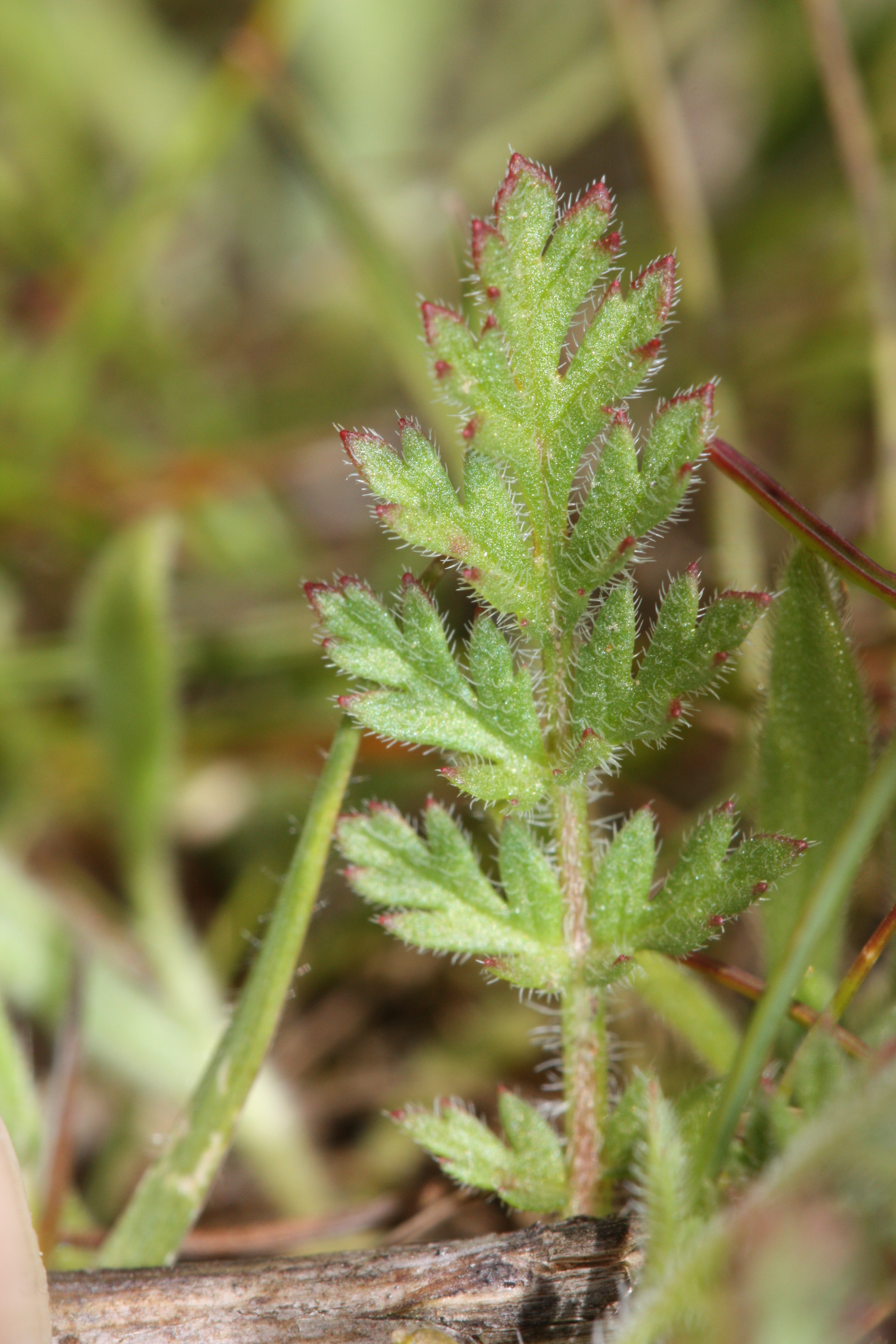
Hojas

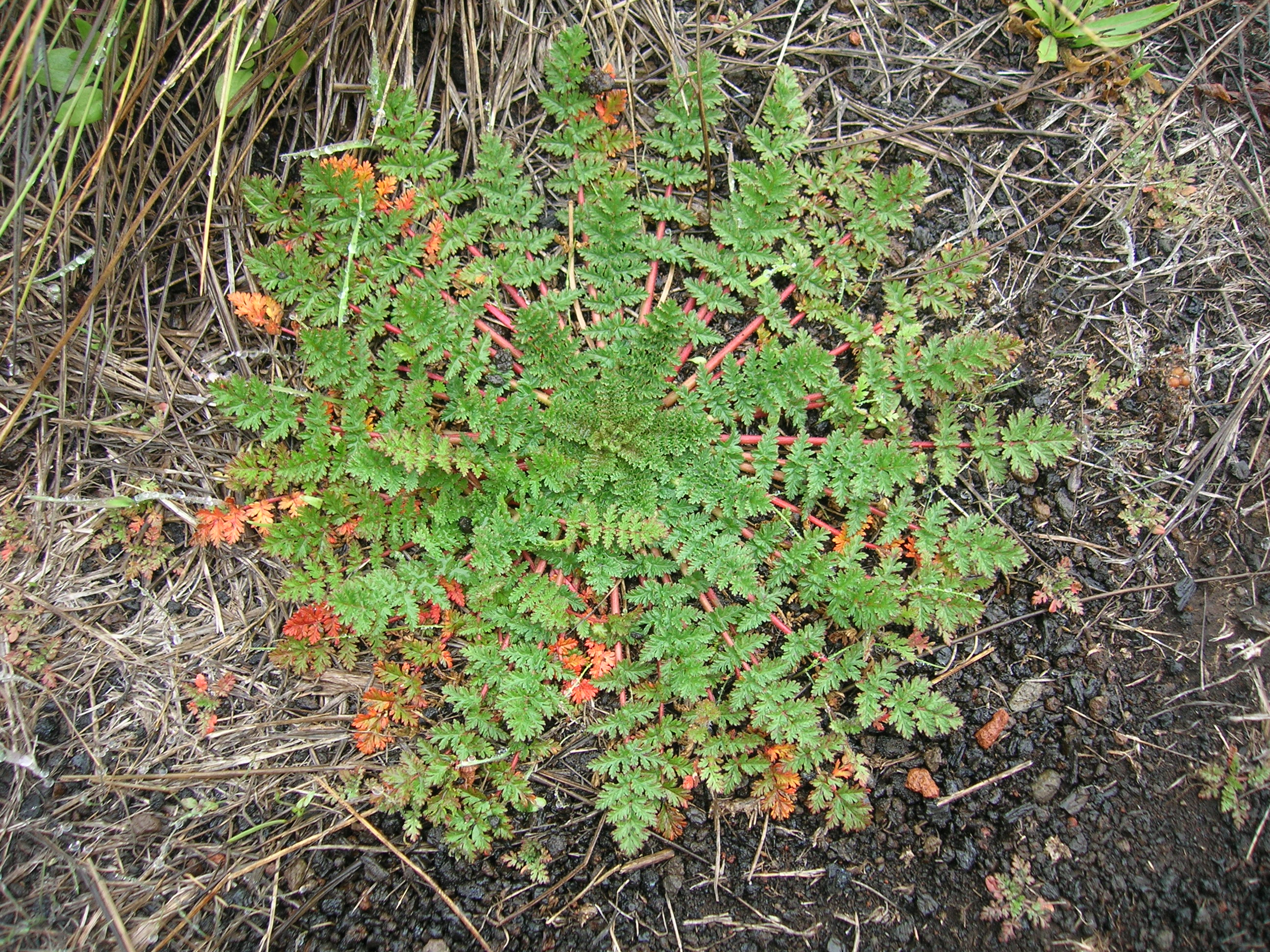
Roseta basal

Erodium cicutarium es una planta forrajera que crece en casi todas las regiones templadas del globo. Lugares yermos, herbáceos, suelos arenosos, a menudo junto al mar, prados húmedos de montaña y cultivos.

## Características
Hierba velluda de 5-6 dm de altura , anual, de tallos extendidos (5-60 cm), a menudo fétidos. Hojas pinnaticompuestas, folíolos pinnados o divididos. Las flores, hasta 12, en umbelas, y de color rosáceo, lila o blanco; brácteas amarronadas. Pétalos de 4-11 mm, los 2 superiores a menudo con una pequeña extensión basal negruzca; sépalos 5-7 mm. Fruto con pico espiralmente retorcido 1-7 cm. Florece de febrero a octubre. El fruto lo forman 5 mericarpos indehiscentes de entre 5 y 7 mm.

## Medicina popular
- Utilizada contra las hemorragias uterinas
- Diurético

Historia
En el siglo XX, Alfonso Herrera Fernández señala: es diurético y se utiliza en la hidropesía. Maximino Martínez reporta los usos siguientes: alopecia, angina, diurético y para la estomatitis. Finalmente, la Sociedad Farmacéutica de México la refiere para la alopecia.
Química
De las partes aéreas de E. cicutarium se han aislado los alcaloides cafeína, putrescina y el alcaloide de isoquinolína tiramina; los componentes fenílicos ácido gálico, geranín y pirocatecol, y la cumarina ácido elágico. En la savia del tallo, además de putrescina y tiramina se encuentra el alcaloide histamina, y el pirocatecol. Y en los pétalos los flavonoides crisantemín, rutinósido y glucósido de cianidín, y el glucósido y diglucósido de petunidín.

## Taxonomía
Erodium cicutarium fue descrita por (L.) L'Hér. ex Aiton y publicado en Hortus Kewensis; or, a catalogue . . . 2: 414. 1789.
Etimología
Erodium: nombre genérico que deriva del griego erodios =  "una garza" debido al largo pico en el fruto.
cicutarium: epíteto latíno que significa "perteneciente a la cicuta".
Sinonimia
- Erodium arenarium Jord.
- Erodium chaerophyllum (Cav.) Coss.
- Erodium glutinosum Dumort.
- Erodium marcucci Parl.
- Erodium pimpinellifolium (With.) Sibth.
- Erodium sabulicola (Lange) Lange
- Erodium sublyatrum Samp.
- Erodium viscosum sensu Salzm. ex Delile
- Geranium cicutarium L.[5]
- Erodium albidum Picard
- Erodium allotrichum Steud. ex A.Rich.
- Erodium alsiniflorum Delile
- Erodium ambiguum Pomel
- Erodium atomarium Delile ex Godr.
- Erodium boraeanum Jord.
- Erodium carneum Jord.
- Erodium commixtum Jord. ex F.W.Schultz
- Erodium danicum K.Larsen
- Erodium dissectum Rouy
- Erodium filicinum Pomel
- Erodium himalayanum Royle
- Erodium hirsutum Schur
- Erodium immaculatum (W.D.J.Koch) P.Fourn.
- Erodium maculatum Salzm. ex C.Presl
- Erodium melanostigma Mart.
- Erodium millefolium Willd. ex Kunth
- Erodium minutiflorum Godr.
- Erodium moranense Willd. ex Kunth
- Erodium pallidiflorum Jord.
- Erodium parviflorum Jord.
- Erodium petroselinum L'Hér. ex DC.
- Erodium pilosum Menyh.
- Erodium praetermissum Jord. ex Boreau
- Erodium sabulicolum Jord. ex Nyman
- Erodium subalbidum Jord.
- Erodium tenuisectum Lange
- Erodium triviale Jord.
- Erodium verbenifolium Delile
- Geranium arenicolum Steud.
- Geranium chaerophyllum Cav.
- Geranium pentandrum Gilib.
- Geranium petroselinum (L'Hér. ex DC.) L'Hér. ex Webb & Berth.
- Geranium pimpinellifolium Moench
- Geranium pimpinellifolium With.
- Myrrhina inodora Rupr.[6]

## Nombres comunes
Erodium cicutarium es conocida como "alfilerillo", que es el nombre patrón propuesto por Petetín en 1984,; también es llamado "alfilerillo común", "alfilerillo hembra", "geranio silvestre", "peludilla", "alfilerillos". Otros nombres son: aguja de pastor, aguja de vaquero, aguja española, agujas de pastor, agujas de vaquero, agujas españolas, agujón, alfelitero, alfiler, alfiler de cigüeña, alfileres, alfileres de cigüeña, alfileres de pastor, alfilericos, alfilerillo de pastor, alfileritos, alfilerón, alfilerones, alfileta, alfileteros, alfinelera, cabeza de pájaro, cigüeña, cigüeñuelo, espetones, fileres, hierba de la coralina, mata de alfileres, peine de bruja, peine de brujas, peine de Venus, perejilón, picocigüeña, pico de cigüeña , picos de cigüeña, reloj, relojes, relojicos, relojiso, relojitos, tenedores, tintones, yerba de la coralina y zapaticos de la Virgen.